# Albert Polzin
Albert Emil Polzin (polnisch Albert Polcyn; * 3. Februar 1870 in Stargard (?), Pommern; † 1954 in Poznań, Polen) war ein deutscher Orgelbauer in Posen.

## Leben
Sein Vater Karl Michael Polzin (1834–1908) war Orgelbauer in Stargard seit 1860. Albert lernte bei ihm und war seit 1890 (1892) bei der Firma Schlag & Söhne in Schweidnitz in Schlesien tätig. 1900 eröffnete er eine eigene Werkstatt im damals deutschen Posen, arbeitete dabei aber eng mit Schlag & Söhne zusammen und gliederte sich von 1907 bis 1909 als Zweigstelle an. 1917 beschlagnahmte Albert Polzin im Auftrag des deutschen Militärs Metallpfeifen von Orgeln.
1920 blieb er im nun polnischen Poznań weiter tätig und änderte seinen Namen in Albert Polcyn. 1924 baute er eine neue Fabrik. Auch nach 1945 blieb er in der Stadt. 1954 gründete sein Sohn Robert Polcyn (1913–?) nach seinem Tod die Firma Organoton, die sich der Instandsetzung und Pflege von Orgeln, Flügeln und Harmonien widmete. Diese wird von dessen Sohn Ryszard Polcyn (* 1954) weitergeführt.

## Werk (Auswahl)
Albert Polzin baute und reparierte Orgeln in der Umgebung von Posen und dem Meseritzer Land. Einige sind erhalten.
| Jahr         | Ort                                | Gebäude                                                                                    | Bild | Manuale | Register | Bemerkungen                                                                                                   |
| ------------ | ---------------------------------- | ------------------------------------------------------------------------------------------ | ---- | ------- | -------- | --- |
| 1900         | Warschau                           | Evangelisch-reformierte Kirche                                                             |      | II/P    | 32? (24) | als Schlag & Söhne, Opus 552, im Katalog 32 Register, 2004–2008 Generalrestaurierung, heute II/P, 24          |
| 1900         | Łódź                               | Evangelische Dreifaltigkeitskirche, heute Heilig-Geist-Kirche                              |      | III/P   | 46       | mit Schlag & Söhne, erhalten                                                                                  |
| 1900         | Obra                               | Kirche                                                                                     |      |         |          | |
| 1901         | Międzychód                         | Kirche                                                                                     |      |         |          | |
| 1901         | Koźminiec                          | Kirche                                                                                     |      |         |          | |
| 1902         | Tarnowo                            | Kirche, heute Allerheiligenkirche                                                          |      | I/P     | 7        | Opus 8, 2017 Restaurierung durch Cepka                                                                        |
| 1902         | Murowana Goślina (Murowana Goslin) | Kirche                                                                                     |      | I/P     | 9        | erhalten |
| 1902         | Stary Dworek                       | Kirche                                                                                     |      | I/P     | 5        | |
| 1902         | Miłostowo bei Posen                | Kirche                                                                                     |      |         |          | |
| 1903         | Krotoszyn (Krotoschin)             | Kirche, heute St. Peter und Paul                                                           |      | II/P    |          | in Prospekt von 1793, 1976 Reparatur auf II/P, 13, 2011 Restaurierung, heute II/P, 14                         |
| 1903         | ?                                  |                                                                                            |      | II/P    | 7        | Opus 12, Erstaufstellungsort unbekannt, 1976 Umsetzung in Heiliggeistkirche Antoninek (Poznań), guter Zustand |
| 1903         | Brójce (Brätz)                     | Kirche, heute St. Michael                                                                  |      | II/P    | 16       | Opus 13, erhalten                                                                                             |
| 1903         | Lednogóra                          | Kirche                                                                                     |      |         |          | |
| 1903         | Kotusz                             | Kirche                                                                                     |      |         |          | |
| 1903         | Pleszew                            | Kirche                                                                                     |      |         |          | |
| 1903         | Posen (Poznań)                     | Auguste-Viktoria-Gymnasium, heute Heilig-Kreuz-Kirche (methodistisch)                      |      |         |          | |
| 1903         | Trzciel                            | Kirche                                                                                     |      |         |          | |
| 1904         | Osielsko (Osielsk, Öseln)          | Kirche, heute Mariä Geburt                                                                 |      | II/P    | 9        | Opus 16, erhalten                                                                                             |
| 1904         | Skarboszewo                        | Kirche                                                                                     |      | I/P     | 7        | erhalten |
| 1904         | Buk                                | Evangelische Kirche                                                                        |      |         |          | |
| 1904         | Gębice                             | Kirche                                                                                     |      |         |          | |
| 1905         | Dziewierzewo                       | Kirche                                                                                     |      |         |          | |
| 1905         | Posen-Wilda                        | Evangelische Kirche, heute Kirche Maria Königin von Polen                                  |      |         |          | |
| 1905         | Wągrowiec (Wongrowitz)             | Kirche                                                                                     |      |         |          | erhalten? |
| 1905         | Śmilowo (Schmilau)                 | Kirche, heute St. Margareta                                                                |      | II/P    | 15       | 2009 Generalrestaurierung                                                                                     |
| 1905         | Latowice                           | Kirche                                                                                     |      |         |          | |
| 1905         | Bukowiec                           | Kirche                                                                                     |      | II/P    | 8        | |
| 1905         | Kobyla Góra                        | Kirche                                                                                     |      |         |          | |
| 1905         | Świątkowo                          | Kirche                                                                                     |      |         |          | |
| 1906         | Łubowo                             | Kirche                                                                                     |      |         |          | |
| 1906         | Miejska Górka                      | Evangelische Kirche                                                                        |      |         |          | |
| 1907 (1903?) | Stare Bojanowo                     | Kirche                                                                                     |      |         |          | |
| 1907         | Kargowa                            | Präparandenanstalt                                                                         |      |         |          | |
| 1907         | Poznań (Posen)                     | Christuskirche                                                                             |      |         |          | |
| 1907         | Poznań (Posen)                     | Matthäuskirche                                                                             |      |         |          | |
| 1907         | Dąbrowa Mała                       | Kirche                                                                                     |      | I/P     | 5        | |
| 1915         | Szemborowo                         | Kirche                                                                                     |      |         |          | |
| 1916         | Krzywiń                            | Kirche                                                                                     |      |         |          | |
| 1916         | Czempiń                            | Kirche                                                                                     |      |         |          | |
| 1916         | Śrem (Schrimm)                     | Kirche, heute Mariä Himmelfahrt                                                            |      |         |          | ? Umbau?, um 1929 Neubau durch Biernacki                                                                      |
| 1917         | Kaczanowo                          | Kirche                                                                                     |      |         |          | |
| 1919         | Babimost                           | Kirche                                                                                     |      |         |          | |
| 1922         | Trzemeszno                         | Kirche                                                                                     |      |         |          | |
| 1923         | Poznań (Posen)                     | Kirche, heute Herz Jesu und St. Florian                                                    |      |         |          | Reparaturen?, erhalten                                                                                        |
| 1925         | Dobrzyca                           | Kirche                                                                                     |      |         |          | |
| 1926         | Pieranie                           | Kirche                                                                                     |      |         |          | |
| 1926         | Prochy                             | Kirche                                                                                     |      |         |          | |
| 1926         | Poznań (Posen)                     | St. Peter und Paul, heute Basilika                                                         |      |         |          | Reparaturen?                                                                                                  |
| 1926         | Poznań (Posen)                     | Kirche, heute Kirche von der immerwährenden Hilfe der Gottesmutter und St. Maria Magdalena |      |         |          | Reparaturen?                                                                                                  |
| 1927         | Poznań                             | St. Adalbert                                                                               |      |         |          | Reparaturen?                                                                                                  |
| 1930er Jahre | Lasocice                           | Kirche                                                                                     |      |         |          | |